# آرت اسپیگلمن
آرت اسپیگلمن (انگلیسی: Art Spiegelman؛ زادهٔ ۱۵ فوریهٔ ۱۹۴۸) ویراستار، تصویرگر، نویسنده، و طراح اهل ایالات متحده آمریکا است. وی به خاطر کتاب ماوس مشهور است. 
وی همچنین برندهٔ جوایزی همچون جوایز هاروی، جایزه آیزنر، جایزه کتاب آمریکا، کمک‌هزینه گوگنهایم، و جایزه اینکپات شده است.